# Zeekr 007
Zeekr 007 — компактный представительский электромобиль, выпускаемый китайской компанией Zhejiang Geely Holding Group под брендом Zeekr. Дебютировал 17 ноября 2023 года на автосалоне в Гуанчжоу. Это четвёртая модель под брендом Zeekr.

## Описание
Zeekr 007 оснащён лидарным датчиком, 12 камерами и чипом Nvidia Orin-X для поддержки высокоскоростной автономной системы помощи водителю NZP, которая охватывает весь Материковый Китай.
В салоне присутствует 15,05-дюймовый сенсорный экран с поддержкой технологии искусственного интеллекта Kr GPT и чипом Snapdragon 8295 компании Qualcomm. На приборной панели 35,5-дюймовый жидкокристаллический дисплей AR-HUD.

Изначально выпускались только четырёхдверные седаны, а с 2025 года выпускаются также пятидверные универсалы, получившие название Zeekr 007 GT.
- Zeekr 007 GT
- Zeekr 007 GT

## Технические характеристики
Заднеприводный Zeekr 007 оснащён одним электродвигателем мощностью 310 кВт (415 л. с.). Разгон до 100 км/ч происходит за 5,4 секунд.
Полноприводная модификация оснащена двумя электродвигателями мощностью 475 кВт (636 л. с.). Разгон до 100 км/ч происходит за 2,84 секунды.
По циклу CLTC запас хода составляет 688—870 км.